# Filmitsuda
Filmitsuda（韓語：필름있수다）是韓國的經紀公司，成立於1993年3月，由韓國電影導演張鎮所創立的公司，包括電影投資製作、藝人管理等。
2016年，經營團隊中的崔元奉理事和李慶浩理事從Filmitsuda離職並共同設立新經紀公司CL& Company，所屬演員高庚杓、安宰弘、尹孫河隨其跳槽至新公司。2017年，柳德煥退伍後也移籍至新公司。

## 電影作品
- 2001 《殺手公司》：企劃
- 2003 《一個去了火星的男人（朝鲜语：화성으로 간 사나이）》：企劃
- 2004 《我認識的女人（朝鲜语：아는 여자）》：製作、企劃
- 2005 《欢迎来到东莫村》：製作
- 2007 《兒子（朝鲜语：아들 (2007년 영화)）》：製作、企劃
- 2007 《率性而活》：製作
- 2009 《大醬（朝鲜语：된장 (영화)）》：製作、共同提供
- 2014 《我們是兄弟》：製作

## 旗下藝人
- 李海英
- 趙妍珍（朝鲜语：조연진）
- 柳伊登（朝鲜语：유이든）
- 朴智愛（朝鲜语：박지예）
- 李東吉

## 過往藝人
- 柳承龍
- 金元海
- 李哲民
- 朴善宇
- 鄭在詠
- 申河均
- 金大凌（朝鲜语：김대령）
- 徐伊安
- 尹孫河
- 安宰弘
- 高庚杓
- 張英南
- 金正民
- 金叡園
- 韓瑞真
- 徐智媛
- 柳德煥
- 李秀彬（朝鲜语：이수빈 (1996년)）
- 趙福來
- 李本
- 高木里奈
- 金瑟琪
- 金允盛（朝鲜语：김윤성 (배우)）

## 外部連結
- 官方網站
- 官方 Blog（页面存档备份，存于）